# ساشا غايسير
ساشا غايسير (بالسلوفينية: Saša Gajser)‏ (مواليد 11 فبراير 1974) هو لاعب كرة قدم. يلعب مع منتخب سلوفينيا لكرة القدم. سبق له أن لعب في كأس العالم لكرة القدم مع منتخب بلاده.

## روابط خارجية
- ساشا غايسير على موقع الاتحاد الدولي (مؤرشف)  (الإنجليزية)
- ساشا غايسير على موقع قاعدة بيانات كرة القدم.إي يو (الإنجليزية)
- ساشا غايسير على موقع ناشيونال فوتبول تيمز (الإنجليزية)
- ساشا غايسير على موقع عالم كرة القدم.نت (الإنجليزية)